# Joshua Abrams
Joshua Abrams es un compositor y multiinstrumentista estadounidense que toca el contrabajo y el guimbri.

## Carrera
Mientras vivía en Filadelfia a finales de la década de 1980, Abrams fue miembro de Square Roots, un grupo de música callejera que se convirtió en The Roots. Se mudó a Evanston, Illinois en 1991 y tocó en bandas house de Chicago durante varios años antes de formar Town & Country en 1998 con Ben Vida, Liz Payne y Jim Dorling. Abrams era el bajista del Velvet Lounge de Fred Anderson y durante varios años tocó en un club semanal con John Herndon y Jeff Parker de Tortoise.  Fue miembro de Loose Assembly de Mike Reed y Black Earth Ensemble de Nicole Mitchell. En 2003, tocó el bajo en Godspeed You! Álbum de Black Emperor Yanqui UXO. Ha trabajado como músico de estudio en grabaciones realizadas en Chicago, como Chicago Wednesday de Jandek; Bonnie "Prince" Billy 's Beware y álbumes de músicos de Chicago como Juana de Arco, David Grubbs y Sam Prekop.
A principios de la década de 2000, Delmark lanzó su álbum de cuarteto acústico Cipher y Lucky Kitchen lanzó sus álbumes de paisajes sonoros en solitario.  Grabó álbumes con el nombre "Reminder" para el sello Eastern Developments de Prefuse 73 y Easel.  En 2010, Abrams fundó la banda Natural Information Society y lanzó álbumes de Eremite Records. En 2018 recibió el premio de Becas para Artistas de la Fundación de Arte Contemporáneo.
Como compositor de cine, Abrams ha escrito música para el director Steve James y para Life Itself, The Interrupters, The Trials of Muhammad Ali, Abacus: Small Enough to Jail y la serie documental America to Me. Interpretó y compuso música para la obra At Twilight de Simon Starling, con Theaster Gates en Documenta 13, y en exposiciones de Lisa Alvarado.

## Discografía

### Como líder o colíder
- Terminal 4 con Terminal 4 (Truckstop/Atavistic, 2001)
- Busride Interview (Lucky Kitchen, 2002)
- Sticks and Stones con Sticks and Stones (482 Music, 2002)
- Cipher (Delmark, 2003)
- After (Lucky Kitchen, 2003)
- Shed Grace con Sticks and Stones (Thrill Jockey, 2004)
- Continuum (Eastern Developments, 2006) como Reminder
- Bright Blue Galilee con DRMWPN (Captcha, 2008)
- Bird Show Band con Bird Show Band (Amish, 2010)
- Twyxt Wyrd con the Cairo Gang (Blackest Rainbow, 2010)
- Stars Have Shapes con Exploding Star Orchestra (Delmark, 2010)
- Natural Information (Eremite, 2010)
- Represencing (Eremite, 2012)
- New Myth/Old Science con Living by Lanterns (Cuneiform, 2012)
- Unknown Known (RogueArt, 2013)
- Goes Missing with the Cairo Gang (God? 2015)
- Magnetoception con Natural Information Society (Eremite, 2015)
- Automaginary con Natural Information Society (Drag City, 2015)
- Simultonality con Natural Information Society (Eremite, 2017)
- We Have Always Been Here con Galactic Unity Ensemble (JMY, 2017)
- Excavations 1 (Feeding Tube, 2018)
- Mandatory Reality con Natural Information Society (Eremite, 2019)
- Cloud Script (Rogueart, 2020)
- Somtimes There Were Four (self-released, 2020) con Forbes Graham, Ava Mendoza y Tyler Damon
- Music for Life Itself & The Interrupters (Eremite, 2020)
- descension (Out of Our Constrictions) con Natural Information Society y Evan Parker (Eremite, 2021)
- Mind Maintenance (Drag City, 2021) con Chad Taylor
- Since Time Is Gravity con Natural Information Society y Ari Brown (Eremite, 2023)

Con Town & Country
 
- ''Town and Country'' (BOXmedia, 1998)
- ''Decoration Day'' (Thrill Jockey, 2000)
- ''It All Has to Do With It'' (Thrill Jockey, 2000)
- ''Up Above'' (Thrill Jockey, 2006)

### Como acompañante
Con Joan of Arc
 
- Orchard Vale (Record Label, 2007)
- Boo! Human (Polyvinyl, 2008)
- Flowers (Polyvinyl, 2009)

Con Nicole Mitchell
- Afrika Rising (Dreamtime, 2002)
- Hope, Future and Destiny (Dreamtime, 2004)
- Black Unstoppable (Delmark, 2007)
- Renegades (Delmark, 2008)
- Xenogenesis Suite (Firehouse 12, 2008)
- Aquarius (Delmark, 2013)
- Intergalactic Beings (FPE, 2014)

Con Mike Reed
 
- Last Year's Ghost (482 Music, 2007)
- The Speed of Change (482 Music, 2008)
- Empathetic Parts (482 Music, 2010)

Con Dave Rempis
 
- Aphelion (Aerophonic, 2014)
- Perihelion (Aerophonic, 2016)
- Ithra (Aerophonic, 2018)
- Apsis (Aerophonic, 2019)

Con otros
- Fred Anderson, From the River to the Ocean (Thrill Jockey, 2007)
- Bonnie Prince Billy, Beware (Drag City, 2009)
- Jeb Bishop, 98 Duets (Wobbly Rail, 1998)
- Brokeback, Field Recordings from the Cook County Water Table (Thrill Jockey, 1999)
- Rhys Chatham, Guitar Trio Is My Life! (Radium, 2007)
- Bobby Conn, The Golden Age (Thrill Jockey, 2001)
- Chris Connelly, The Episodes Durtro (Jnana, 2007)
- Chris Connelly, Forgiveness & Exile (Jnana, 2008)
- Ernest Dawkins, Un-till Emmett Till (DAWK Music 2009)
- Hamid Drake, Blissful (Rogueart, 2008)
- Hamid Drake, Reggaeology (Rogueart, 2010)
- Edith Frost, It's a Game (Drag City, 2005)
- David Grubbs, The Thicket (Drag City, 1998)
- Godspeed You! Black Emperor, Yanqui U.X.O. (Constellation, 2002)
- Marc Hellner, Marriages (Peacefrog, 2005)
- Icy Demons, Miami Ice (Leaf BAY 2009)
- Rob Mazurek, Sound Is (Delmark, 2009)
- Rob Mazurek, Calma Gente (Submarine/Catune 2010)
- Loren Mazzacane Connors, Hoffman Estates (Drag City, 1998)
- Makaya McCraven, In the Moment (International Anthem, 2015)
- Joe McPhee, A Pride of Lions (Bridge Sessions, 2018)
- Roscoe Mitchell, Three Compositions (Rogueart, 2012)
- Kjetil Moster, Ran Do (Clean Feed, 2017)
- Sam Prekop, Sam Prekop (Thrill Jockey, 1999)
- Sam Prekop, Who's Your New Professor (Thrill Jockey, 2005)
- Matana Roberts, The Chicago Project (Central Control, 2008)
- The Roots, Organix (Remedy, 1993)
- Savath & Savalas, Apropa't (Warp, 2004)
- Savath & Savalas, Golden Pollen (Anti-, 2007)
- The Spinanes, Arches and Aisles (Sub Pop, 1998)
- Mia Doi Todd, GEA City (Zen, 2008)
- Jenny Toomey, Antidote (Misra, 2001)
- Tortoise, Gamera/Cliff Dweller Society (Duophonic Super 45s, 1995)
- Ben Vida, Mpls. (BOXmedia, 2000)